# Can't Stay Away from You
"Can't Stay Away from You" is een nummer geschreven door de Cubaans-Amerikaanse zangeres Gloria Estefan uit 1987.
Het is opgenomen door Estefan en haar band Miami Sound Machine en onderdeel van het album Let It Loose. Het nummer bereikte in 1988 de zesde plek van de Billboard Hot 100. Na het wereldwijde succes van de opvolger "Anything for You" werd de ballad in 1989 uitgebracht in Europa. Het werd onder meer een nummer één hit in de Nederlandse Top 40 en Ultratop 50.

## Hitnoteringen

### Nederlandse Top 40
| Hitnotering: 10-12-1988 t/m 18-03-1989 | Hitnotering: 10-12-1988 t/m 18-03-1989 | Hitnotering: 10-12-1988 t/m 18-03-1989 | Hitnotering: 10-12-1988 t/m 18-03-1989 | Hitnotering: 10-12-1988 t/m 18-03-1989 | Hitnotering: 10-12-1988 t/m 18-03-1989 | Hitnotering: 10-12-1988 t/m 18-03-1989 | Hitnotering: 10-12-1988 t/m 18-03-1989 | Hitnotering: 10-12-1988 t/m 18-03-1989 | Hitnotering: 10-12-1988 t/m 18-03-1989 | Hitnotering: 10-12-1988 t/m 18-03-1989 | Hitnotering: 10-12-1988 t/m 18-03-1989 | Hitnotering: 10-12-1988 t/m 18-03-1989 | Hitnotering: 10-12-1988 t/m 18-03-1989 | Hitnotering: 10-12-1988 t/m 18-03-1989 | Hitnotering: 10-12-1988 t/m 18-03-1989 |
| Week                                   | 1                                      | 2                                      | 3                                      | 4                                      | 5                                      | 6                                      | 7                                      | 8                                      | 9                                      | 10                                     | 11                                     | 12                                     | 13                                     | 14                                     |                                        |
| -------------------------------------- | -------------------------------------- | -------------------------------------- | -------------------------------------- | -------------------------------------- | -------------------------------------- | -------------------------------------- | -------------------------------------- | -------------------------------------- | -------------------------------------- | -------------------------------------- | -------------------------------------- | -------------------------------------- | -------------------------------------- | -------------------------------------- | -------------------------------------- |
| Nummer                                 | 30                                     | 15                                     | 6                                      | 2                                      | 1                                      | 1                                      | 2                                      | 2                                      | 4                                      | 8                                      | 13                                     | 23                                     | 35                                     | 40                                     | uit                                    |

### Nationale Hitparade Top 100
| Hitnotering: 26-11-1988 t/m 01-04-1989 | Hitnotering: 26-11-1988 t/m 01-04-1989 | Hitnotering: 26-11-1988 t/m 01-04-1989 | Hitnotering: 26-11-1988 t/m 01-04-1989 | Hitnotering: 26-11-1988 t/m 01-04-1989 | Hitnotering: 26-11-1988 t/m 01-04-1989 | Hitnotering: 26-11-1988 t/m 01-04-1989 | Hitnotering: 26-11-1988 t/m 01-04-1989 | Hitnotering: 26-11-1988 t/m 01-04-1989 | Hitnotering: 26-11-1988 t/m 01-04-1989 | Hitnotering: 26-11-1988 t/m 01-04-1989 | Hitnotering: 26-11-1988 t/m 01-04-1989 | Hitnotering: 26-11-1988 t/m 01-04-1989 | Hitnotering: 26-11-1988 t/m 01-04-1989 | Hitnotering: 26-11-1988 t/m 01-04-1989 | Hitnotering: 26-11-1988 t/m 01-04-1989 | Hitnotering: 26-11-1988 t/m 01-04-1989 | Hitnotering: 26-11-1988 t/m 01-04-1989 | Hitnotering: 26-11-1988 t/m 01-04-1989 | Hitnotering: 26-11-1988 t/m 01-04-1989 |
| Week                                   | 1                                      | 2                                      | 3                                      | 4                                      | 5                                      | 6                                      | 7                                      | 8                                      | 9                                      | 10                                     | 11                                     | 12                                     | 13                                     | 14                                     | 15                                     | 16                                     | 17                                     | 18                                     |                                        |
| -------------------------------------- | -------------------------------------- | -------------------------------------- | -------------------------------------- | -------------------------------------- | -------------------------------------- | -------------------------------------- | -------------------------------------- | -------------------------------------- | -------------------------------------- | -------------------------------------- | -------------------------------------- | -------------------------------------- | -------------------------------------- | -------------------------------------- | -------------------------------------- | -------------------------------------- | -------------------------------------- | -------------------------------------- | -------------------------------------- |
| Nummer                                 | 78                                     | 58                                     | 37                                     | 9                                      | 4                                      | 3                                      | 1                                      | 1                                      | 1                                      | 2                                      | 4                                      | 7                                      | 15                                     | 18                                     | 26                                     | 30                                     | 51                                     | 89                                     | uit                                    |

### NPO Radio 2 Top 2000
| Nummer met noteringen in de NPO Radio 2 Top 2000 | '99 | '00  | '01  | '02  | '03  |
| ------------------------------------------------ | --- | ---- | ---- | ---- | ---- |
| Can't Stay Away from You                         | 656 | 1017 | 1670 | 1995 | 1589 |

1. ↑  Een vetgedrukt getal geeft de hoogste notering aan.
2. ↑  Deze tabel is bijgewerkt tot en met de laatste editie (2024).